# Sezonní afektivní porucha
Sezonní afektivní porucha (anglicky seasonal affective disorder, SAD (akronym vedoucí na anglické slovo sad, tj. smutný, mrzutý, chmurný, skličující, melancholický…)) je porucha, která přichází na podzim a v zimě a projevuje se zejména extrémní únavou, spavostí a depresemi. Sezónní afektivní porucha je typickým projevem projevů sezónnosti počasí.
Pokud se vyskytuje dlouhodobě a není léčena, může z ní vzejít těžká forma deprese.